# Добсон, Уильям
Уильям Добсон (англ. William Dobson, крещён 24 февраля 1611 — похоронен 28 октября 1646) один из первых значительных английских художников, по словам его современника Джона Обри, «самый превосходный живописец из тех, что породила Англия».

## Биография и творчество
Будущий художник родился в Лондоне, в семье адвоката  Уильяма Добсона, и был отдан на обучение  Уильяму Пику (англ. William Peake). Вероятно, позже он работал в мастерской художника Френсиса Клейна. Добсон, как предполагают исследователи, имел доступ к королевской коллекции живописи и копировал произведения Тициана и Антониса Ван Дейка, придворного художника короля Карла I. Колорит работ Добсона сформировался под влиянием венецианской живописи, но стиль Ван Дейка очевидно не оказал сколько-нибудь значительного воздействия на творчество художника. По легенде, Ван Дейк сам открыл Добсона, когда увидел картину молодого художника в окне одной лондонской лавки. Однако нет никаких оснований полагать, что это случилось на самом деле. Достоверно неизвестно как Добсон попал ко двору короля, и получил заказы на исполнение портретов его самого, его сыновей и придворных.
В 1630-х годах Добсон уже был самостоятельным художником, а после смерти Ван Дейка в 1641 году занял его место придворного живописца. Во время Английской гражданской войны художник работал в роялистском центре — Оксфорде и создал множество портретов кавалеров — сторонников короля Англии. Изображение принца Уэльского (будущего Карла II) в возрасте 12 лет на фоне битвы является одним из интересных образцов барочной живописи, а также, возможно, лучшей работой художника. Добсон также написал портреты герцога Йоркского, Руперта Пфальцского и Мориса Пфальцского.
Сохранилось около шестидесяти работ художника, в основном это поясные портреты, выполненные с 1642 года. Его творческий путь был короток, но портреты Добсона «замечательны по своему техническому блеску, прямоте и раскрытию характера модели». Сочные мазки в его ранних картинах позднее уступили место более лёгким, прозрачным, возможно, из-за нехватки материала в последний период работы в Оксфорде. После взятия Оксфорда сторонниками парламента в июне 1646 года Добсон вернулся в Лондон. Он остался без покровительства и средств к существованию, был на короткое время заключён в тюрьму за долги и умер в нищете в возрасте тридцати шести лет. Похоронен в церкви Сент-Мартин-ин-зе-Филдс.
Художник был дважды женат. Его первая жена Элизабет умерла в 1634 году. Вторично он женился в 1637 на Джудит Сендер, которая пережила мужа.
Четырёхсотлетие со дня рождения Уильяма Добсона в 2011 году было отмечено выставками, созданием веб-сайта Dobson Trail со списком его картин. К юбилею был снят документальный фильм Вальдемара Янушчака The Lost Genius of British Art: William Dobson (BBC).
По мнению Уотерхауса, Добсон — «самый выдающийся чисто британский художник до Хогарта», как считает Вальдемар Янушчак, он был «первым британцем, родившимся гением, первым действительно великолепным английским живописцем».
Картины Добсона хранятся в Лондонской Национальной галерее, Национальной галерее Шотландии, музее Тейт Британия, Национальной портретной галерее (Лондон), Национальном морском музее, Квинс-хаус, галерее Уолкер (Ливерпуль), Художественной галерее Ференца, Институте искусства Курто, Далвичской картинной галерее, различных британских загородных замках и в Общественной художественной галерее города Данидин (Новая Зеландия).

## Галерея

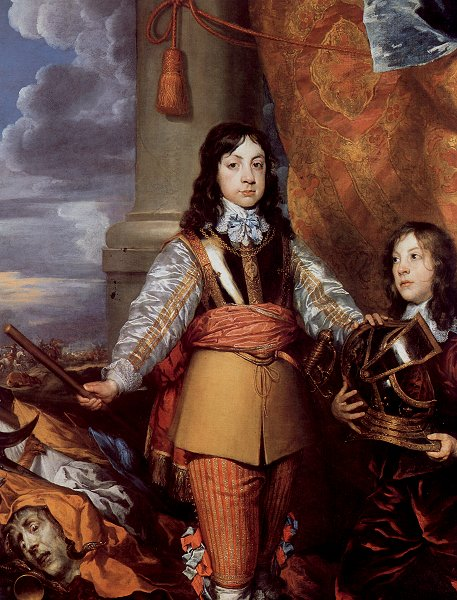
Принц Уэльский (Карл II) ок. 1642—1643
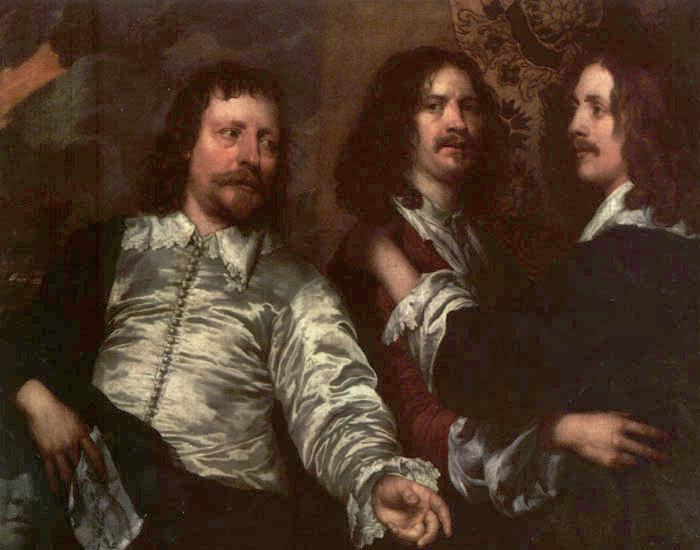
У. Добсон. Автопортрет (в центре) с Николасом Ланьером[англ.] и Чарльзом Котреллом
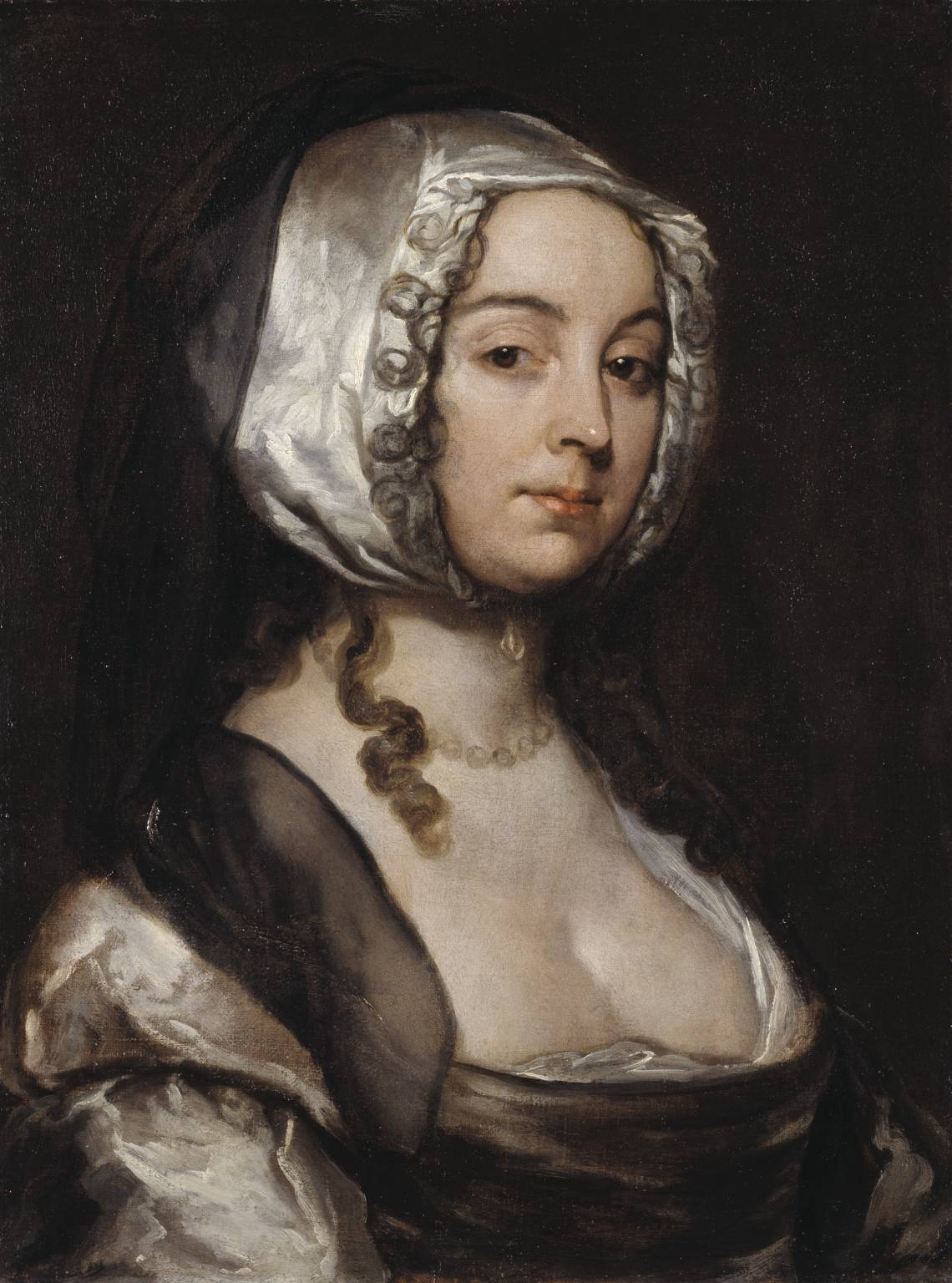
Портрет жены художника, Джудит. Ок. 1634—1640
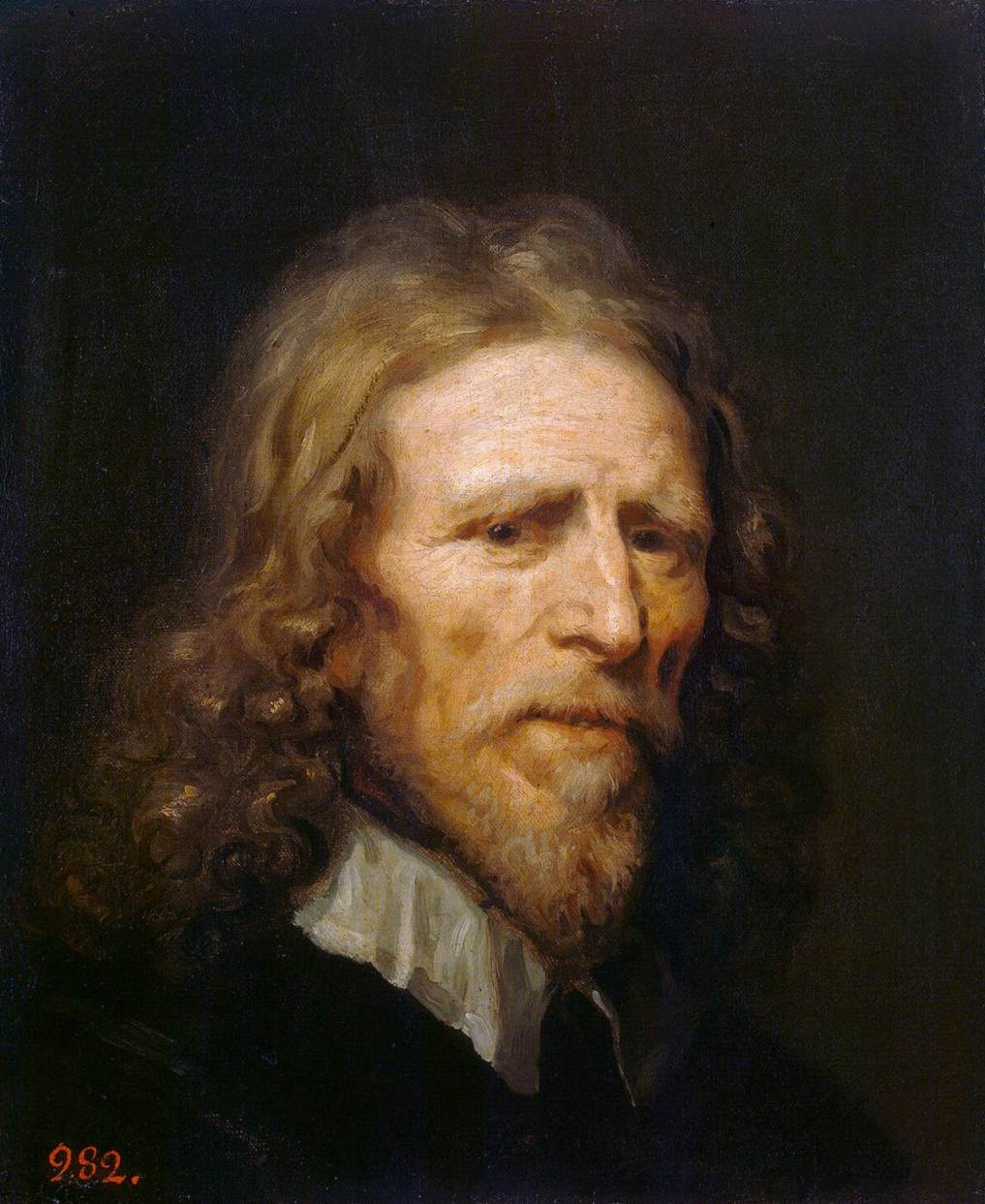
Портрет Абрахама ван дер Дорта. Государственный Эрмитаж